# Plangia guttatipennis
Plangia guttatipennis är en insektsart som beskrevs av Karsch 1889. Plangia guttatipennis ingår i släktet Plangia och familjen vårtbitare. Inga underarter finns listade i Catalogue of Life.